# Rhaphuma kantiae
Rhaphuma kantiae är en skalbaggsart som beskrevs av Holzschuh 1989. Rhaphuma kantiae ingår i släktet Rhaphuma och familjen långhorningar. Inga underarter finns listade i Catalogue of Life.